# In the Lonely Hour
In the Lonely Hour is het debuut studioalbum van de Britse singer-songwriter Sam Smith. Het werd op 26 mei 2014 door Capitol Records en Method Records uitgebracht. Het album bevat de hit singles Money on My Mind en Stay with Me, welke beide op nummer één kwamen in het Verenigd Koninkrijk en later een wereldwijde hit werden en in de top tien stonden in meer dan 20 landen.
Het album werd genomineerd voor Album of the Year en Best Pop Vocal Album tijdens de 57e Grammy Awards in 2015. De eerste won Smith en de tweede bleef bij een nominatie, Beck won deze. Ook kreeg het album een nominatie voor Best British Album tijdens de Brit Awards van 2015. Deze won Ed Sheeran echter met zijn album x.
In Nederland kwam het album op nummer drie van de Album Top 100 en op plek 11 van de Album Top 100 van 2015. Ook werd het album platina gecertificeerd. In België kwam het album op nummer vijf in Vlaanderen en negen in Wallonië.

## Tracklist
In the Lonely Hour – Standard edition
| Nr. | Titel                  | Duur |
| --- | ---------------------- | ---- |
| 1.  | "Money on My Mind"     | 3:12 |
| 2.  | "Good Thing"           | 3:21 |
| 3.  | "Stay with Me"         | 2:52 |
| 4.  | "Leave Your Lover"     | 3:08 |
| 5.  | "I'm Not the Only One" | 3:59 |
| 6.  | I've Told You Now"     | 3:30 |
| 7.  | "Like I Can"           | 2:47 |
| 8.  | "Life Support"         | 2:53 |
| 9.  | "Not in That Way"      | 2:52 |
| 10. | "Lay Me Down"          | 4:13 |

In the Lonely Hour – Deluxe edition bonus tracks
| Nr. | Titel                                        | Duur |
| --- | -------------------------------------------- | ---- |
| 11. | "Restart"                                    | 3:52 |
| 12. | "Latch" (Acoustic)                           | 3:43 |
| 13. | "La La La" (Naughty Boy featuring Sam Smith) | 3:40 |
| 14. | "Make It to Me"                              | 2:40 |